# Compagnia Reale delle Ferrovie Sarde
| Streckenlänge: | 414 km               |                       |                       |
| Spurweite: | 1435 mm (Normalspur) |                       |                       |
| |                      |                       |                       |
| \| \| \| Cagliari \| \| \| \| \| Decimomannu \| \| \| \| \| \| \| \| \| \| Iglesias \| \| \| \| \| Monteponi \| \| \| \| \| Oristano \| \| \| \| \| Campeda-Tunnel (7 km) \| \| \| \| \| \| \| \| \| \| Ozieri \| \| \| \| \| Sassari \| \| \| \| \| Porto Torres \| \| \| \| \| Olbia \| \| \| \| \| Golfo Aranci \| \| |                      |                       |                       |
| Kopfbahnhof Streckenanfang |                      | Cagliari              | Cagliari              |
| Haltepunkt / Haltestelle |                      | Decimomannu           | Decimomannu           |
| Abzweig geradeaus und nach links · Strecke von rechts |                      |                       |                       |
| Strecke · Bahnhof |                      | Iglesias              | Iglesias              |
| Strecke · Haltepunkt / Haltestelle Streckenende |                      | Monteponi             | Monteponi             |
| Haltepunkt / Haltestelle |                      | Oristano              | Oristano              |
| Tunnel |                      | Campeda-Tunnel (7 km) | Campeda-Tunnel (7 km) |
| Abzweig geradeaus, nach links und von links · Strecke von rechts |                      |                       |                       |
| Haltepunkt / Haltestelle · Strecke |                      | Ozieri                | Ozieri                |
| Strecke · Bahnhof |                      | Sassari               | Sassari               |
| Strecke · Haltepunkt / Haltestelle Streckenende |                      | Porto Torres          | Porto Torres          |
| Bahnhof |                      | Olbia                 | Olbia                 |
| Haltepunkt / Haltestelle Streckenende |                      | Golfo Aranci          | Golfo Aranci          |

Die Compagnia Reale delle Ferrovie Sarde, abgekürzt CRFS (deutsch:  Königliche Gesellschaft der sardischen Eisenbahnen), war eine Bahngesellschaft, die Konzessionen zum Bau und Betrieb von normalspurigen Eisenbahnen in Sardinien besaß. Sie wurde am 2. Juni 1863 in London gegründet und 1920 nach Übernahme durch die Ferrovie dello Stato (FS) aufgelöst.

## Geschichte

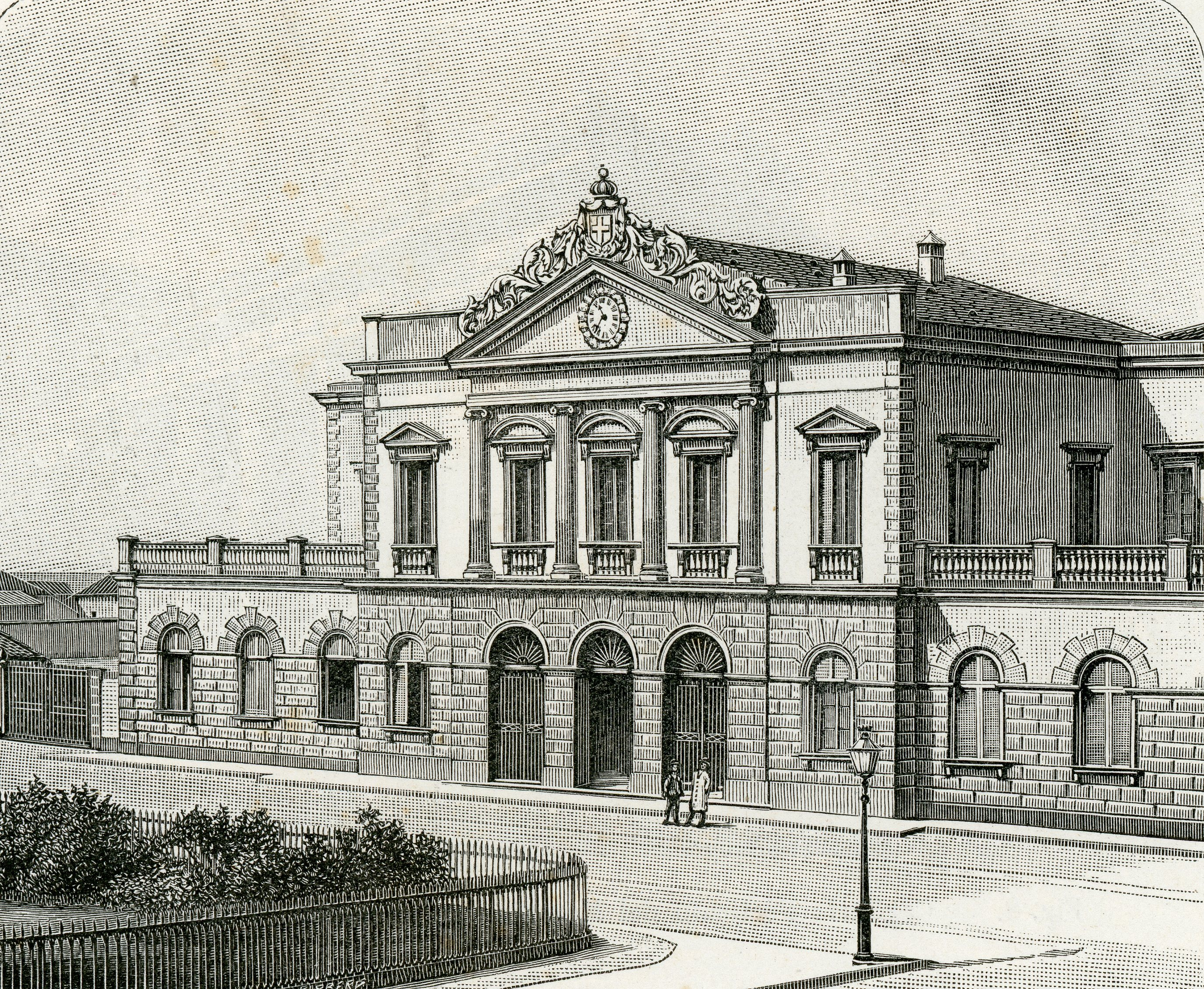
Bahnhof in Cagliari 1895

### Vorgeschichte
Kurz nach der Einigung Italiens wurde der Ruf nach dem Bau von Eisenbahnen auch in Sardinien laut. Machbarkeitsstudien wurden durchgeführt, die ersten konkreten Schritte zum Bahnbau von einer Gruppe britischer Investoren zusammen mit italienischen Unternehmern durchgeführt. Darunter befand sich auch Gaetano Semenza aus der Lombardei, der die Gesellschaft rechtlich vertrat.
Der erste Vertrag der Gesellschaft wurde von Semenza und den Ministern Agostino Depretis, Quintino Sella und Pepoli am 14. Juli 1862 unterzeichnet. Mit ihm wurden 200.000 ha für den Bau und den Betrieb der Eisenbahn an die Gesellschaft abgetreten. Das Übereinkommen sah die Gründung einer Aktiengesellschaft vor. Ungefähr 400 km Eisenbahnstrecken sollten gebaut werden. Dabei musste bis am 1. Februar 1865 die Bahnstrecke Cagliari–Iglesias und bis zum 1. Juni desselben Jahres die Bahnstrecke Cagliari–Oristano fertig gestellt sein. Für das folgende Jahr sollten die Strecken Sassari–Porto Torres am 1. Februar und Ozieri–Olbia am 1. Juli in Betrieb gehen. Weitere Strecken sollten in den nächsten sechs Jahren folgen. Die Regierung garantierte weiterhin einen Nettoertrag von 9.000 Lira pro Kilometer Strecke. Am 17. Juli 1862 wurde das Projekt der italienischen Abgeordnetenkammer vorgelegt, von dieser innerhalb von weniger als einem Monat bewilligt und an den Senat weitergereicht. Dort allerdings kam es zu großen Diskussionen wegen der Landabtretung. Eine vom Senat ernannte Kommission präsentierte die Resultate ihrer Untersuchung Anfang Dezember desselben Jahres. Die Diskussion im Plenum entzündete sich an der Aussage der Kommission, dass das Projekt wirtschaftliche Nachteile hätte. Trotzdem stimmte am 18. Dezember der Senat dem Projekt mit 68 gegen 30 Stimmen zu, so dass der Inhalt des Vertrages am 4. Januar 1863 zum Gesetz Nr. 1105 wurde.

### Gründung der Gesellschaften und Bauarbeiten

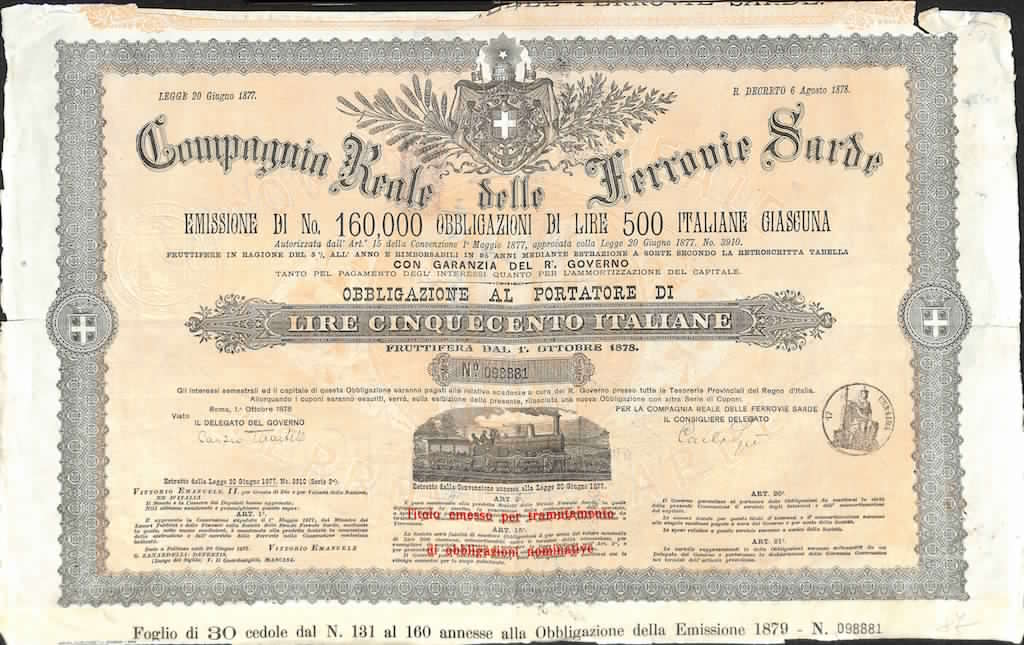
Schuldverschreibung der Compagnia Reale delle Ferrovie Sarde von 1878

Am 2. Juni 1863 wurde die CRFS gegründet. Ihre Statuten wurden von der italienischen Regierung am 11. Oktober des gleichen Jahres genehmigt.
Im darauffolgenden Jahr kam die CRFS wegen einer britischen Wirtschaftskrise in finanzielle Schwierigkeiten. Auch die Verabschiedung des Gesetzes über die Abtretung des Staatslandes  verzögerte sich. Die Arbeiten begannen erst Ende November 1864 an den vier Endpunkten der Strecken in Cagliari, Sassari, Oristano und Porto Torres. Am 15. März 1865 befuhr ein erster Materialzug aus Cagliari die im Bau befindliche Strecke. Aber im darauffolgenden Monat wurden alle Bauarbeiten eingestellt, weil die Gesellschaft aufgrund der Wirtschaftskrise zahlungsunfähig wurde.
Zwischen dem 22. Februar 1866 und dem 24. März 1869 versuchte die Gesellschaft mit Vorschlägen für ein überarbeitetes Gesetz die Arbeiten wieder in Gang zu bringen. Diese wurden aber von der Regierung allesamt abgelehnt. Einzig die Ankunft des englischen Bahningenieurs Benjamin Piercy in Cagliari trug dazu bei, die Angelegenheit voranzubringen. Nachdem der Stand der schon länger ruhenden Arbeiten festgestellt und die vierte vorgeschlagene Änderung des Gesetzes aus dem Jahr 1863 von den CRFS-Aktionären genehmigt worden war, wandelte die Regierung diesen in ein Gesetz um. Im Februar 1871 wurden die Bauarbeiten wieder aufgenommen.

### Betriebsaufnahme

#### Erste Phase

Streckennetz der CRFS 1874

Im Mai 1871 ging die erste Eisenbahnstrecke Sardiniens von Cagliari nach Villasor in Betrieb. 1872 folgte die erste Strecke im Nordwesten der Insel von Sassari nach Porto Torres. Die von Cagliari ausgehende Strecke hatte  mittlerweile Oristano erreicht. Beide Netze waren zunächst Inselbetriebe ohne Netzverbindung. Im gleichen Jahr wurde die Verbindung von Cagliari nach Iglesias fertiggestellt. 1874 wurde die Strecke von Sassari nach Ozieri eröffnet, wobei der Streckenabschnitt Sassari–Ploaghe wegen des schwierigen Geländes eine besondere Herausforderung war. Das Netz der CRFS war 1874 ungefähr 200 km lang.

#### Zweite Phase

Streckennetz der CRFS ab 1896

1875 und 1876 gab es neben Streitereien zwischen Nachbargemeinden auch Meinungsverschiedenheiten zwischen den lokalen Behörden und der zentralen Regierung, politische Manöver und Kämpfe im Parlament um den Bau von weiteren Eisenbahnstrecken, was die CRFS in eine tiefe Krise stürzte, so dass die Bauarbeiten eingestellt wurden. Am 31. Dezember 1876 war der Vertrag mit der Firma von Gaetano Semenza abgelaufen, so dass Verwaltung und  Betrieb der Strecken von der CRFS übernommen wurden. Am 1. Mai 1877 wurde ein fünftes Übereinkommen mit der italienischen Regierung unter dem Präsidium vom Agostino Depretis getroffen, das von Giuseppe Zanardelli, dem Minister für öffentliche Arbeiten, unterzeichnet wurde. Es sicherte die Fertigstellung der Strecke unter der Leitung von Benjamin Piercy, dem Oberingenieur der CRFS.
In dieser zweiten Phase des Eisenbahnbaus auf Sardinien wurden die beiden Teilnetze mit der am 1. Juli 1880 durchgehend eröffneten Strecke Oristano–Ozieri verbunden.
In den 1880er Jahren wurde schließlich das ganze von der CRFS in den 1860er Jahren geplante Netz in Betrieb genommen. Die letzte Strecke war die von Olbia nach Golfo Aranci am 1. Juli 1883. Gemäß der vom Ministerium für Landwirtschaft, Industrie und Handel veröffentlichte Statistik hatte das normalspurige Streckennetz der CRFS 1896 eine Länge von 414 km. Der Wunsch der Gesellschaft weitere Strecken zu bauen verwirklichte sich nicht mehr.
Am 22. März 1885 wurde in Sardinien der Bau von ungefähr 600 km Netzergänzungen und Nebenstrecken per Gesetz bewilligt. Die CRFS hatte dafür bereits ein detaillierter Plan erstellt, der bereits 1880 durch den Oberingenieur Piercy auf Bitte von Alfredo Baccarini, dem damaligen Minister für öffentliche Arbeiten, ausgearbeitet wurde. Ein Richtungswechsel der Regierung führte jedoch zum Beschluss, die Konzessionen für die vorgesehenen Strecken mittels Ausschreibung zu vergeben, wobei die CRFS nicht einmal besondere Vorrechte erhielt. Der Auftrag wurde an ein Konsortium italienischer Geldgeber unter dem Vorsitz von Alfredo Cottrau vergeben und der CRFS blieb bloß eine kleine Streckenverlängerung bei Iglesias, die 1896 als letzte von der Gesellschaft gebaute Strecke in Betrieb genommen wurde.

#### Tabellarische Darstellung
| Eröffnung         | Strecke                       | Länge   |
| ----------------- | ----------------------------- | ------- |
| 1. Mai 1871       | Cagliari–Decimomannu–Villasor | 25,5 km |
| 4. September 1871 | Villasor–San Gavino Monreale  | 24,5 km |
| 15. Januar 1872   | San Gavino Monreale–Oristano  | 44,5 km |
| 6. April 1872     | Decimomannu–Siliqua           | 13,8 km |
| 9. April 1872     | Sassari–Porto Torres          | 18,8 km |
| September 1872    | Siliqua–Iglesias              | 24,2 km |
| August 1874       | Sassari–Ploaghe               | 27,0 km |
| Dezember 1874     | Ploaghe–Ozieri                | 19,5 km |
| 21. Dezember 1878 | Giave–Ozieri Fraigas          | 26,7 km |
| September 1879    | Bahnhof Cagliari              |         |
| 1. Juli 1880      | Oristano–Giave                | 84,7 km |
| 1. Juli 1880      | Oschiri–Ozieri Fraigas        | 17,0 km |
| 1. Dezember 1880  | Oschiri–Monti                 | 26,3 km |
| 15. März 1881     | Monti–Olbia                   | 22,2 km |
| 1. Mai 1883       | Olbia–Olbia Marittima         | 2,4 km  |
| 1. Juli 1883      | Olbia–Golfo Aranci            | 21,2 km |
| Ende 1884         | Bahnhof Sassari               |         |
| 1896              | Iglesias–Monteponi            | 6 km    |

### Auflösung der Gesellschaft und Übergang an die FS
1905 wurde auf dem italienischen Festland die FS gegründet. Die Rete Mediterranea wurde dadurch aufgelöst, ihr Chef für das Rollmaterial, Stanislao Fadda, wurde Generaldirektor der CRFS. Die Gesellschaft betrieb das Streckennetz bis 1920. Am 30. Juli 1919 beschloss die Regierung den Rückkauf aller Konzessionen für die von der CRFS betriebenen Strecken vorsah. 1920 wurde die CRFS in die FS integriert.

## Lokomotiven
(Aufstellung unvollständig)
| Baureihe | Anzahl | Baujahr   | FS-Nummern  | Höchstgeschwindigkeit | Achsfolge | Ausrangiert | Bild |
| -------- | ------ | --------- | ----------- | --------------------- | --------- | ----------- | ---- |
| 7–10     | 4      | 1871      | 110.001–004 | ?                     | B1        | circa 1925  |      |
| 31–40    | 10     | 1881–1883 | 186.001-010 | 50 km/h               | 0-3-0     | ?           |      |
| 41–55    | 9      | 1900–1912 | 216.001–015 | 60 km/h               | 1'C       | ?           |      |